# Percy-Isles-Nationalpark
Der Percy-Isles-Nationalpark (englisch Percy Isles National Park) ist ein 35,18 Quadratkilometer großer Nationalpark in Queensland, Australien. Er gehört zum UNESCO-Weltnaturerbe Great Barrier Reef.
Matthew Flinders benannte die Inselgruppe Percy Isles nach Hugh Percy, dem 1. Duke of Northumberland, als er 1802 an Bord der HMS Investigator Australien umsegelte.

## Lage
Die Percy Isles bestehen aus mehreren kleinen Inselgruppen, die auf einer Fläche von etwa 1.000 Quadratkilometern im Korallenmeer verteilt liegen. Sie befinden sich etwa 125 Kilometer südöstlich von Mackay.
Im Gegensatz zu den 50 Kilometer weiter östlich gelegenen Koralleninseln des Great Barrier Reef sind die Percy Isles alle kontinentalen Ursprungs.
Die südlichste, zweitgrößte Insel South Percy Island ist etwa 50 Kilometer von der Küste entfernt. Sie ist mit einer Breite von 4,5 und einer Länge von 6,5 Kilometern nur unwesentlich kleiner als die größte Insel Middle Percy Island mit einer Größe von etwa 6,5 auf 6,5 Kilometern. Dort befindet sich auch mit 184 Metern die höchste Erhebung der Inselgruppe. Vor allem nördlich und östlich dieser beiden Hauptinseln liegen zahlreiche, deutlich kleinere Inselchen.
In der näheren Umgebung im Korallenmeer liegen die Nationalparks South Cumberland Islands, Northumberland Islands und Broad Sound Islands.

## Flora und Fauna
Auf den Inseln wurden 35 Vogelarten gezählt, darunter der gefährdeten Ruß-Austernfischer (Haematopus fuliginosus). Häufiger zu beobachten sind Brahmanenmilan (Haliastur indus), Langschwanztriel (Burhinus grallarius), Torreskrähe (Corvus orru), Graubartfalke (Falco cenchroides), Braunhonigfresser (Lichmera indistincta) und der Boobookkauz (Ninox boobook). Daneben ist der gefährdete Eulamprus amplus aus der Familie der Skinke auf den Inseln heimisch.
Die höher gelegenen Teile der Inseln sind mit Monsunwald überzogen, nahe der Küste überwiegen Gräser. Auch hier finden sich einige gefährdete Arten wie Corymbia xanthope der Gattung Corymbia oder Stackhousia tryonii aus der Familie der Spindelbaumgewächse. In den Baumkronen wachsen Orchideen wie Dockrillia bowmanii und Geodorum densiflorum. Die Grasflächen werden von Sauergrasgewächsen und Süßgräsern dominiert.